# 施莱夫利符号
數學中，施萊夫利符號（Schläfli symbol）是一個可以表示一特定正多胞形或密鋪圖案若干重要特性的符號。其命名是為了紀念19世紀數學家路德維希·施萊夫利在幾何和其他領域的許多重要貢獻。
另見正多胞形列表。

## 正多邊形
一個有n個邊的正多邊形，其施萊夫利符號為{\displaystyle \{n\}}。例如，施萊夫利符號為{\displaystyle \{5\}}的多邊形即為正五邊形。

### 星形正多邊形
星形正多邊形指的是正非凸多邊形，即邊長相等的凹多邊形或複雜多邊形。星形正多邊形的施萊夫利符號若為{p/q}，表示此一星形多邊形有p個角，每個角和间隔第q个角相連。因此{\displaystyle \{^{5}/_{2}\}}即代表的是正五芒星。

### 正星芒形
當p和q不互質時，此時的正星形多邊形即稱為正星芒形（star figure）。若p跟q的最大公因數為n，此一正星芒形即是由n個{\displaystyle \{^{^{p}/_{n}}/_{^{q}/_{n}}\}}相互旋繞而成。例如，{\displaystyle \{6/2\}}，即正六角星，便是由兩個正三角形{\displaystyle \{3/1\}}所組成的，而{\displaystyle \{10/4\}}則是由兩個正五角星所組成。

## 正多面體
正多面體的施萊夫利符號計做{p,q}，其中p代表每個面的边数，而q代表顶点图的边数，即每个顶点连接多少条棱。此外，還有三個二維空間歐氏正堆砌（honeycomb），它們的施萊夫利符號如下：
- 正四面體：{3,3}
- 正六面體：{4,3}
- 正八面體：{3,4}
- 正十二面體：{5,3}
- 正二十面體：{3,5}
- 正三角形鑲嵌：{3,6}
- 正四邊形鑲嵌：{4,4}
- 正六邊形鑲嵌：{6,3}

## 四维及以上正多胞形
高维空间多胞形的施莱夫利符号可以通过类比得出，一个n维正多胞形的施莱夫利符号包含n-1个数字。

### 四维正多胞体
四维正多胞体的施莱夫利符号记做{p,q,r},其中{p}为二维面，{p,q}为胞，{q,r}为顶点图，{r}为棱图。
四维凸正多胞体共有6种，另有一个三维空间欧氏正堆砌（honeycomb），它们的施莱夫利符号如下：
- 正五胞體：{3,3,3}
- 正八胞體：{4,3,3}
- 正十六胞體：{3,3,4}
- 正二十四胞體：{3,4,3}
- 正一百二十胞體：{5,3,3}
- 正六百胞體：{3,3,5}
- 正六面體堆砌：{4,3,4}

### 五维及以上正多胞形
在五维及以上空间中只存在三种凸正多胞形，并且五維及以上空間只有一种欧氏正堆砌，其中单纯形（正n+1胞體）的施莱夫利符号为{3,3,3,...,3,3,3}（共n-1个3），超方形（正2n胞體）的施莱夫利符号为{4,3,3,...,3,3,3}（共n-2个3），正轴形（正2n胞體）的施莱夫利符号为{3,3,3,...,3,3,4}（共n-2个3），超立方体堆砌的施莱夫利符号为: {4,3,3,...,3,3,4}（中间共n-3个3）。此外，存在三个四维空間欧氏正堆砌，分别是正八胞体堆砌:{4,3,3,4}，正十六胞体堆砌:{3,3,4,3}和正二十四胞体堆砌:{3,4,3,3}。

## 外部連結
- Wythoff Symbol and generalized Schläfli Symbols
- polyhedral names et notations